# Antihomoseksueel geweld
Antihomoseksueel geweld is het fysiek mishandelen of verbaal bedreigen van homoseksuelen. Ook wordt wel de term antihomogeweld gebruikt, maar die is minder correct, aangezien het slachtoffer niet altijd homoseksueel hoeft te zijn. In de omgangstaal wordt ook wel gesproken van potenrammen, waarbij de dader wordt aangeduid als een potenrammer. In het Engels wordt de term gaybashing gebruikt. Antihomoseksueel geweld kan een uiting zijn van homofobie.

## Verschijnsel
Antihomoseksueel geweld is de gewelddadige uiting van discriminatie op grond van seksuele voorkeur en is daarmee vergelijkbaar met racistisch en religieus geweld, waarbij het feit dat iemand tot een andere groep behoort voldoende aanleiding is tot het uitoefenen van geweld. Een extreme vorm is homofobe of correctieve verkrachting met als doel het slachtoffer heteroseksueel te maken of te dwingen zich aan de traditionele geslachtsrollen te conformeren.
Als gekeken wordt naar verbaal geweld (pesten en treiteren), dan blijkt dit voornamelijk voor te komen op de werkplek of op scholen. Hier zijn de daders bijna altijd autochtoon. Ruim een derde van de geweldplegers zijn bekenden van de slachtoffers. Bij pesten ligt dit boven de 80%. Vaak gaat het hier om collega's.
Uit een onderzoek uit 2006 door het Onderzoeksprogramma Politie en Wetenschap (een zelfstandig onderdeel van het Kennisnetwerk van de Politieacademie) gebaseerd op een enquête onder drieduizend leden van het COC en Expreszo, bleek dat de 776 respondenten bij bijna de helft (47%) van alle soorten geweldsdelicten daders met een blank uiterlijk aangaven. Van de daders had 40% een allochtoon uiterlijk. Van deze groep had iets meer dan de helft een Marokkaans uiterlijk. Dertien procent betrof meerdere daders met een gemengd uiterlijk. Vierentwintig van de respondenten waren ooit fysiek mishandeld.
In 2021 liet de gemeente Amsterdam een onderzoek uitvoeren naar discriminatie en geweld jegens lhbti-personen, gebaseerd op 15 diepte-interviews met slachtoffers en interviews met hulpverleners en politiemedewerkers. De slachtoffers ervoeren met regelmaat uiteenlopende vormen van agressie, terwijl Roze in Blauw als slecht functionerend werd ervaren.

### Cijfers voor Amsterdam
In 2007 deden zich in Amsterdam 201 gevallen van antihomoseksueel geweld voor: 38 gevallen van serieuze bedreiging, 17 gevallen van beroving en 67 gevallen van fysiek geweld. Omdat veel van dergelijke incidenten niet gemeld worden, wordt vermoed dat de werkelijke aantallen aanmerkelijk hoger liggen. 42% van deze gevallen vond plaats binnen het homo-uitgaansleven en op homo-ontmoetingsplaatsen. Vanaf 2008 zijn er voor Amsterdam de volgende cijfers beschikbaar:
| Antihomogeweld in Amsterdam | Antihomogeweld in Amsterdam | Antihomogeweld in Amsterdam |
| Jaar                        | Totaal aantal meldingen     | Waarvan met fysiek geweld   |
| --------------------------- | --------------------------- | --------------------------- |
| 2008                        | 300                         | 54                          |
| 2009                        | 371                         | 82                          |
| 2010                        | 487                         | 182                         |
| 2011                        | 564                         | 176                         |
| 2012                        | 488                         | 176                         |
| 2013                        | 535                         | 189                         |
| 2014                        | ?                           | ?                           |
| 2015                        | ca. 550                     | ca. 185                     |
| 2016                        | 600                         | 180                         |

Bij het totaal aantal meldingen in Amsterdam over het jaar 2007 was 96% van de slachtoffers man. Van de daders had 38% een Nederlandse, 28% een Marokkaanse, 7% een Surinaamse, 5% een Turkse, 15% een andere niet-westerse en 7% een andere etnische achtergrond. Bij fysiek geweld hadden 36% van de daders een Nederlandse en eveneens 36% een Marokkaanse achtergrond. De meeste verdachten waren tussen de 20 en 25 jaar oud en in 51% van de gevallen handelden zij in groepsverband.

### Cijfers voor Nederland
Begin 2014 publiceerde de politie een rapport dat voor het eerst inzicht gaf in de omvang van antihomoseksueel geweld in geheel Nederland. Het bleek dat er tussen januari 2009 en september 2013 769 gevallen van geweld en dreiging met geweld geregistreerd werden, waarvan 60% betrekking had op Amsterdam, waar de registratie beter wordt bijgehouden dan elders in het land. Ook bij dit landelijke cijfer geldt dat veel slachtoffers geen melding of aangifte gedaan zullen hebben.
Volgens dit landelijke onderzoek heeft 75% van de slachtoffers (alleen) de Nederlandse nationaliteit en is 84% man. Van de daders heeft 61,8% de Nederlandse, 16,6% de Marokkaanse (eventueel samen met de Nederlandse), 5,5% de Turkse, 2,5% de Roemeense en 11,5% een minder vaak voorkomende nationaliteit en is bijna 93% man. De meeste verdachten zijn tussen de 19 en 25 jaar oud.
In 2009 registreerde de politie voor heel Nederland 428 gevallen van discriminatie en geweld tegen lhbt'ers, wat in 2014 was gestegen tot 1403. In 2015 waren er 1574 meldingen en aangiftes, waarbij het stijgende aantal waarschijnlijk hoofdzakelijk wordt veroorzaakt door een hogere aangiftebereidheid en niet zozeer doordat het voor homoseksuelen onveiliger is geworden. Blijkens een onderzoek uit 2016 wordt door hooguit 10% van de slachtoffers aangifte gedaan.
Voor 2016 werden door de politie 1295 gevallen van discriminatie op grond van seksuele gerichtheid geregistreerd. Voor 2017 waren dat er 954, meestal betrof het uitschelden, maar in 239 gevallen ging het om fysiek geweld. 90% hiervan had betrekking op homoseksualiteit. Bij andere antidiscriminatievoorzieningen (ADV's) kwamen in 2017 in totaal 195 meldingen van discriminatie op basis van seksuele gerichtheid binnen.
In 2018 registreerde de politie 847 meldingen van discriminatie op basis van seksuele gerichtheid, waarvan 95% betrekking had op homoseksuele mannen en 4% op lesbische vrouwen. In 473 gevallen (56%) ging het om uitlatingen, 189 keer (22%) betrof het geweld.
| Meldingen van homodiscriminatie in Nederland | Meldingen van homodiscriminatie in Nederland | Meldingen van homodiscriminatie in Nederland |
| Jaar                                         | Totaal aantal meldingen                      | Waarvan met fysiek geweld                    |
| -------------------------------------------- | -------------------------------------------- | -------------------------------------------- |
| 2014                                         | 1403                                         | ?                                            |
| 2015                                         | 1574                                         | ?                                            |
| 2016                                         | 1295                                         | 134                                          |
| 2017                                         | 954                                          | 239                                          |
| 2018                                         | 847                                          | 189                                          |

### Cijfers voor Vlaanderen
Uit onderzoek in 2022 bleek dat 89% van de Vlamingen vond dat het een ieder vrijstaat om zijn of haar seksuele voorkeur te beleven en te uiten. In het openbaar hand in hand lopen vond 73% vanzelfsprekend als het om twee vrouwen gaat, tegen 59% bij twee mannen. 62% van de Vlamingen zou hun kind volledig steunen als het als homoseksueel of lesbisch uit de kast zou komen. Wanneer een kind transgender zou zijn lag dat percentage op 40%. Van de lhbt-personen voelde de helft zich niet veilig om hun geaardheid of genderidentiteit te uiten en een kwart van hen zei om die reden fysiek bedreigd te zijn geweest.

## Oorzaken
Uit onderzoek in 2008 blijkt dat geweld tegen homoseksuelen vooral voortkomt uit afkeer van gedragingen die afwijken van traditionele rolpatronen. Met name gaat het dan om (passieve) anale seks, vrouwelijk of "nichterig" gedrag, zichtbare uitingen van homoseksualiteit en de angst om door homo's als lustobject gezien te worden. Dat laatste aspect was een directe aanleiding voor 40% van de geweldsincidenten. Voor jongeren van Marokkaanse komaf bleek passieve anale seks het meest aanstootgevend, voor autochtone jongeren zijn dat meestal vrouwelijke gedragingen. Religieuze overtuigingen bleken geen rechtstreekse aanleiding te zijn voor antihomoseksueel geweld.
Geweld tegen homo's wordt in de meeste gevallen niet vooraf gepland, maar vindt spontaan plaats, al komt het wel voor dat daders uit nieuwsgierigheid bewust homo-uitgaansgebieden of -ontmoetingsplaatsen opzoeken. Groepsdruk speelt vaak een belangrijke rol om tot geweld over te gaan: jongeren willen op die manier laten zien dat zij stoer en mannelijk zijn, en niet zwak en vrouwelijk zoals homo's in hun ogen zijn. Zulk gedrag kan dan een gebrek aan maatschappelijke status compenseren, aangezien daders relatief vaak een lage opleiding, geen werk en een problematische thuissituatie hebben.
36% van de geweldsincidenten in Amsterdam werden door jongeren van Marokkaanse komaf gepleegd, terwijl zij in hun leeftijdscategorie slechts 16% van de bevolking uitmaken. Het genoemde onderzoek uit 2008 vond hier geen eenduidige verklaring voor, maar noemt factoren als relatief slechtere sociaaleconomische omstandigheden, vaker dan andere jongeren in groepen op straat hangen en de stigmatisering van Marokkanen in het maatschappelijk debat, waarbij de acceptatie van homoseksualiteit als voorwaarde voor integratie wordt gesteld.

## Ontwikkeling
Van oudsher vindt antihomoseksueel geweld plaats in de buurt van homo-ontmoetingsplaatsen, veelal op buitenlocaties zoals natuurgebieden, parkeerplaatsen en parken. Omdat het geweld vaak 's nachts plaatsvindt en de aangiftebereidheid van homo's niet groot is (een aanzienlijk deel van de bezoekers van homo-ontmoetingsplaatsen leidt een dubbelleven), is de pakkans voor de daders relatief laag. Een extreem voorbeeld werd in 1976 bezongen door Rod Stewart in zijn The killing of Georgie (part I & II).

### Jaren 80
In Nederland was er in 1984 ophef over 'potenrammerij', nadat een groepje jongemannen naar de homo-ontmoetingsplaats in het Amsterdamse Vliegenbos waren gegaan om homo's te molesteren. Daarbij kwam een gehuwde homoseksuele man om het leven. Als reactie daarop volgde een grote demonstratie tegen antihomogeweld en betuigde burgemeester Ed van Thijn zijn medeleven tijdens een bezoek aan het COC, waarbij hij ook aankondigde maatregelen te zullen nemen.
In Amsterdam werd in de jaren tachtig zo'n twee keer per jaar een oudere homoman door een prostitué beroofd en om het leven gebracht, vaak met excessief geweld, wat vermoedelijk op homofobie bij de dader duidt. Een vergelijkbaar misdrijf deed zich voor in juli 2005, toen de van oorsprong Thaise transseksueel Irene, bekend als entertainer uit de Reguliersdwarsstraat, na een beroving in haar woning werd vermoord.
Dergelijk geweld tegen homo's kwam ook elders in Nederland voor en het was COC Groningen dat in 1985 als eerste een samenwerking met de politie aanging om dit tegen te gaan, onder meer door middel van een voorlichtingscampagne. Dit project kreeg navolging in andere steden.

### 21e eeuw
In het begin van de 21e eeuw leek antihomoseksueel geweld in Nederland weer toe te nemen: veel jongeren staan uitermate negatief tegenover homoseksualiteit en leken vaker dan voorheen tot geweld over te gaan. Het incident waarbij tijdens Koninginnedag in 2005 in Amsterdam de Amerikaanse homoseksuele journalist Chris Crain in elkaar werd geslagen, kreeg wereldwijd aandacht in de media. Eveneens veel ophef veroorzaakten enkele gevallen waarin een homostel uit hun huis werd gepest, zoals in 2010 in Leidsche Rijn en in 2011 in Ulft en Den Haag. Vanwege deze incidenten zocht homobelangenorganisatie COC toenemend de publiciteit om de aandacht op het probleem te vestigen.
Begin april 2017 werden in Arnhem twee hand in hand lopende homoseksuele mannen mishandeld door een groep jongeren, daarbij gebruikmakend van een betonschaar. Dit leidde tot veel verontwaardiging en naar een idee van presentatrice Barbara Barend vertoonden onder meer politici en bekende Nederlanders zich hand in hand als protest tegen dergelijk antihomogeweld.
In 2018 was er ophef over de 17-jarige Orlando Boldewijn, die in februari onder nog onopgehelderde omstandigheden om het leven kwam na een date via de homodatingapp Grindr. Begin april van dat jaar werd een man in Dordrecht via dezelfde app naar een vermeende date gelokt en vervolgens door 16 mannen in elkaar geslagen. In de nacht van 23 op 24 juni 2018 werd in Amsterdam dragqueen Monique de la Fressange mishandeld, wat er onder meer toe leidde dat zo'n 300 Amsterdamse uitgaansgelegenheden uit solidariteit de regenboogvlag uithingen.
In februari 2021 kwam een Amsterdamse dominee in het nieuws na regelmatige bedreigingen door hangjongeren wegens zijn homoseksuele geaardheid. Buurtbewoners hingen uit protest regenboogvlaggen op.
De aanslagen op de homoclubs Pulse in Orlando in juni 2016 en de London Pub in Oslo in juni 2022 leidden ook in Nederland tot ontzetting.
In de nacht van 8 op 9 april 2023 werden in de stad Groningen enkele medewerkers van de dragshowbar Dorothy's mishandeld en diezelfde avond probeerde een groep van zo'n 20 voetbalfans de regenboogvlag in brand te steken die uithing bij het pand van het COC in Eindhoven, net terwijl daar een bijeenkomst van lhbt-jongeren gaande was. Als reactie op deze incidenten riep het COC iedereen op om op 15 april de regenboogvlag uit te hangen.
Een nieuwe vorm van intimidatie is het in brand steken of anderszins vernielen van een regenboogvlag, wat zich in de loop van 2023 in onder meer Alkmaar, Delft, Eindhoven, Gouda, Groningen, Meppel, Utrecht en Zandvoort voordeed. Dit soort acties zijn mogelijk samen met tegen lhbt'ers gerichte complottheorieën uit de Verenigde Staten overgewaaid. In Amsterdam werden in hetzelfde jaar regenboogvlaggen vernield in de Churchillaan, in Bos en Lommer, in de Kolenkitbuurt en in het Centrum. Na een dergelijk incident hingen vaak tientallen buurtbewoners uit solidariteit eveneens een regenboogvlag uit. In Oostzanerwerf werd in september 2023 voor de veiligheid cameratoezicht ingesteld.

## Aanpak door politie en justitie

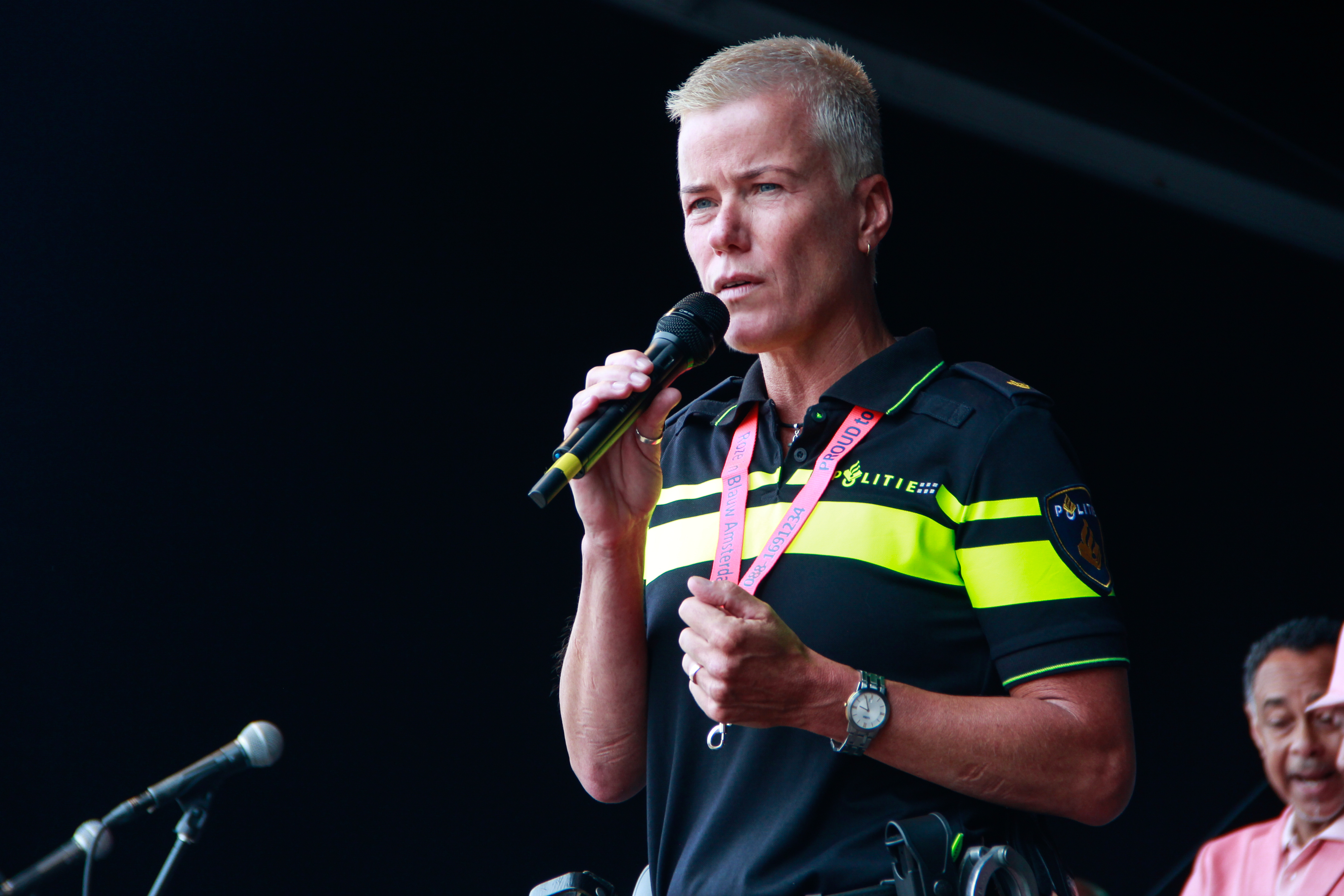
Voormalig voorzitter Ellie Lust van Roze in Blauw regio Amsterdam

Ten behoeve van de homo-emancipatie binnen de Nederlandse politie ontstonden vanaf 1989 netwerken onder de naam Roze in Blauw, die zich speciaal zijn gaan bezighouden met de bestrijding van antihomoseksueel geweld en de ondersteuning van slachtoffers daarvan. Roze in Blauw bestaat uit agenten die zelf homoseksueel, lesbisch of biseksueel zijn en daardoor laagdrempeliger aanspreekbaar zijn voor slachtoffers van antihomoseksueel geweld, onder meer via een speciaal telefoonnummer.
Vanaf 1 juni 2011 zal het Openbaar Ministerie bij geweldsdelicten die voortkomen uit discriminatie van onder meer van homoseksuelen, een tweemaal zo hoge straf eisen als voorheen. Dit als signaal dat dergelijke discriminatie onaanvaardbaar is. Dit werd vastgelegd in de "Aanwijzing Discriminatie" van het Openbaar Ministerie, waarin reeds voorgeschreven was dat een officier van justitie bij het bepalen van een strafeis discriminatie moet meewegen als strafverzwarend element, wat bij lichtere zaken neerkwam op een verhoging van 50%. De Aanwijzing bepaalt voorts dat er bij de parketten een discriminatieofficier moet zijn. Deze worden ondersteund door het Landelijk Expertise Centrum Discriminatie (LECD-OM).
Om eenvoudiger melding te maken van gevallen van bedreiging of geweld tegen homoseksuelen, lanceerde de Belgische anti-gaybashingbeweging Outrage op 18 januari 2012 de Gaybashing-app. In Nederland werd de applicatie op 30 mei 2012 gelanceerd door de Stichting Vrienden van de Gay Krant (SVGK).
Medio juli 2012 arresteerde de politie een Dordtenaar die op Twitter had gedreigd een vuurwerkaanslag te plegen tijdens de Amsterdam Gay Pride. Een homoseksuele politieagent van het netwerk Roze in Blauw voelde zich persoonlijk bedreigd en deed aangifte voor het aanzetten tot antihomogeweld. De man werd uiteindelijk veroordeeld tot dertig dagen cel, waarvan achttien voorwaardelijk.
In 2015 bleek dat er met veel aangiftes van antihomoseksueel geweld weinig of niets wordt gedaan en dat het erg moeilijk is om overtuigend te bewijzen dat een incident het gevolg van homodiscriminatie is.

## Mogelijke tegenmaatregelen
Er zijn diverse mogelijkheden waarmee geprobeerd kan worden om antihomoseksueel geweld tegen te gaan of te voorkomen. Zo zouden gemeentes kunnen zorgen dat verlaten plekken drukker bezocht worden zodat deze veiliger worden, niet alleen voor homo's, maar bijvoorbeeld ook voor vrouwen. Daarbij kan het helpen om uitgaansgelegenheden niet allemaal op hetzelfde tijdstip te laten sluiten, zodat bezoekers meer over de nacht gespreid worden.
Belangrijk is voorts om op scholen meer aandacht te besteden aan verschillen in seksualiteit en gender en te zorgen dat niet alleen heteroseksualiteit als normaal wordt gepresenteerd. In het verlengde hiervan kan men jongeren door middel van een training in virtual reality laten ervaren hoe het is om gediscrimineerd te worden op de wijze zoals homoseksuelen dat ervaren.
Hoewel mensen niet verplicht kunnen worden om (uitingen van) homoseksualiteit te omarmen, moet wel duidelijk gemaakt worden dat geweld tegen homo's niet acceptabel is. Voor potentiële daders zou het het meest effectief zijn wanneer hun rolmodellen, zoals voetballers, zich daartegen uitspreken. Vanuit de overheid zou een dergelijk signaal echter ook consequent moeten zijn, door niet aan de ene kant geweld tegen homo's te veroordelen, maar aan de andere kant homo-ontmoetingsplaatsen te willen sluiten.
Eveneens inconsequent is volgens deskundigen dat homohaat tegenwoordig vaak sterker veroordeeld wordt dan stigmatisering en discriminatie van andere minderheden. Politici als Geert Wilders kunnen homorechten daardoor instrumentaliseren om moslims en/of Nederlanders van Marokkaanse afkomst te veroordelen. Om te voorkomen dat mensen in dergelijke homofobie verharden kan het goed zijn om, met name op de arbeidsmarkt, voor betere toekomstperspectieven te zorgen.